# Toni Khoury
Toni Khoury (né le 26 septembre 1935) est un dirigeant sportif libanais, membre du Comité international olympique depuis 1995.
Il a présidé la Fédération libanaise de basket-ball et le Comité olympique libanais qui siège dans un immeuble qui porte son nom.